# Bagnet wz. 29
Bagnet karabinowy wz. 29 – ostatni z bagnetów polskiej konstrukcji okresu międzywojennego. Produkowany był przez trzy zakłady: Fabrykę Towarzystwa Motorów „Perkun” w Warszawie, Zbrojownię Nr 4 w Krakowie oraz Fabrykę Broni w Radomiu. Bagnet wz.29 składał się z głowni, rękojeści, głowicy z zatrzaskiem blokującym, jelca oraz pochwy.

## Konstrukcja
Stalowa głownia miała długość 250 mm, szerokość u nasady 25 mm i maksymalną grubość grzbietu 6 mm. Płazy głowni były polerowane, z obustronnym progiem, szlifowane w bruzdę o długości 175 mm i szerokości 15 mm. Pióro głowni jednosieczne o długości 60 mm. Pióro symetryczne jednosieczne. Sztych ułożony centralnie. Głownie bagnetów wojskowych były nieostre. Po ogłoszeniu mobilizacji, w sierpniu 1939 roku postanowiono, aby głownie były szlifowane na ostro, więc zaostrzono pióro w części grzbietowej i około 80% długości całkowitej ostrza głowni. Okładzina trzonu rękojeści wykonana była z drewna bukowego, impregnowanego przez gotowanie w pokoście lnianym, którą przymocowywano do trzonu przy użyciu dwóch stalowych śrub. W okładzinach wyżłobiono kanał wyciora zakończony otworem drenażowym. Trzon rękojeści, będący przedłużeniem głowni miał wyfrezowany kanał do wycioru. W głowicy bagnetu umieszczony był zatrzask blokujący mocujący bagnet do karabinu. Do trzonu rękojeści przymocowano przy pomocy lutowania twardego i nitowania stalową głowicę z wyfrezowanym wpustem do osadzania na karabinie i kanałem na wycior. Jelec wykonany ze stali, o długości około 60 mm i szerokości około 20 mm z umieszczonym w górnej części pierścieniem na lufę karabinu.

### Oznakowanie
Na progu przedniego płazu głowni wytłaczano markę (były to odpowiednio symbole "PERKUN" lub F.B. RADOM), znaki kontroli technicznej oraz znaki odbioru wojskowego. Na tylnym progu płazu głowni umieszczano godło państwowe – orła w koronie, a pod nim symbol Wojska Polskiego – W.P.. Na jelcu, po jego zewnętrznej stronie wybijany był numer i seria bagnetu. Dla porównania w bagnetach wz.22, wz.24, wz.25 i wz.27 numer i serię umieszczano najczęściej na zewnętrznym progu jelca, poniżej innych oznaczeń, zaś na głowicy wzór bagnetu (np. W.Z. 27 lub bg. wz. 24).

## Pochwa
Pochwa dla bagnetu wz. 29 wykonana była ze stali, którą następnie malowano na kolor zielonooliwkowy. Pochwa miała 270 mm długości i 34 mm szerokości (razem z przylutowywanym do płaszcza owalnym zaczepem (zwanym też hakiem) do żabki. Pochwa zakończona była gałką ochronną. Wewnątrz pochwy umieszczono dławicę, do której mocowano dwie płaskie sprężyny. Dławica we wszystkich bagnetach produkowanych w Radomiu przymocowywana do płaszcza pochwy była dwoma nitami stalowymi, a śrubką w przypadku bagnetów pochodzących z wytwórni "PERKUN".